# 因皮里尔 (加利福尼亚州)
因皮里尔（英語：Imperial），是美国加利福尼亚州因皮里尔县下属的一座城市。建市于1904年7月12日，面积大约为5.86平方英里（15.2平方公里）。根据2010年美国人口普查，该市有人口14,758人。